# Чемпионат СССР по волейболу среди женщин 1976
38-й чемпионат СССР по волейболу среди женщин проходил с января по февраль 1976 года с участием 6 сборных команд. Чемпионский титул выиграла сборная СССР.

## Система проведения чемпионата
Чемпионат СССР был проведён в сжатые сроки с участием 6 сборных команд СССР, ДСО и ведомств и послужил этапом подготовки сборной СССР к Олимпийским играм 1976 года. 
6 команд провели двухкруговой турнир по туровой системе, по результатам которого определена итоговая расстановка мест. 
Для клубных команд были проведены Всесоюзные зимние соревнования, в которых команды выступали без игроков сборной СССР. Победу в турнире одержала «Искра» (Ворошиловград).  

## Результаты
| М | Команда                    | 1       | 2       | 3       | 4       | 5       | 6       | И  | В  | П | С/П   | О  |
| - | -------------------------- | ------- | ------- | ------- | ------- | ------- | ------- | -- | -- | - | ----- | -- |
| 1 | Сборная СССР               |         | 3:2 3:1 | 3:1 3:2 | 3:0 3:2 | 3:0 3:1 | 3:0 3:1 | 10 | 10 | 0 | 30:10 | 10 |
| 2 | «Буревестник» — сборная    | 2:3 1:3 |         | 3:1     | 3:2 2:3 | 3:1     | 3:2 3:1 | 10 | 7  | 3 | 26:18 | 7  |
| 3 | «Динамо» — сборная         | 1:3 2:3 | 1:3     |         | 3:1 3:2 | 3:1 1:3 | 3:2 3:0 | 10 | 5  | 5 | 21:21 | 5  |
| 4 | Вооружённые Силы — сборная | 0:3 2:3 | 2:3 3:2 | 1:3 2:3 |         | 3:1 3:2 | 3:0 0:3 | 10 | 4  | 6 | 19:23 | 4  |
| 5 | ДСО профсоюзов — сборная   | 0:3 1:3 | 1:3     | 1:3 3:1 | 1:3 2:3 |         | 1:3 3:0 | 10 | 2  | 8 | 14:25 | 2  |
| 6 | «Спартак» — сборная        | 0:3 1:3 | 2:3 1:3 | 2:3 0:3 | 0:3 3:0 | 3:1 0:3 |         | 10 | 2  | 8 | 12:25 | 2  |

## Призёры
Сборная СССР: Лариса Берген, Нина Смолеева (обе — «Динамо» Москва), М.Миловидова, Людмила Чернышёва (обе — ЦСКА), Наталья Кушнир, Татьяна Сарычева (обе — «Локомотив» Москва), Надежда Зезюля, Лидия Логинова (обе — «Уралочка» Свердловск), Инна Рыскаль («Нефтчи» Баку), Евгения Назаренко («Искра» Ворошиловград), Лилия Осадчая («Буревестник» Киев), Ольга Козакова (МедИн Одесса). Тренер — Гиви Ахвледиани.
 «Буревестник» — сборная: И.Бачилова, Л.Копыленко, Любовь Рудовская (Тимофеева), Г.Хоменко, Л.Червякова (все — МедИн Одесса), Т.Белоус, С.Заросило, Т.Милюшкина, Анна Ростова (все — «Буревестник» Киев), Надежда Горловская, Л.Пименова (обе — «Буревестник» Ленинград), А.Косичкина (МОПИ Московская обл.). Тренер — Юрий Курильский.
 «Динамо» — сборная: Лариса Андронова, Людмила Аксёнова, Л.Васько, Нина Мурадян, Роза Салихова, Татьяна Третьякова, Людмила Щетинина, Зоя Юсова (все — «Динамо» Москва), Г.Виткуте, Р.Юркульневичуте (обе — «Динамо» Каунас), Г.Крутых («Динамо» Краснодар), Т.Лопатина («Динамо» Ленинград). Тренер — Галина Волкова.